# La Clota (la Vall d'en Bas)
La Clota és una masia situada al municipi de la Vall d'en Bas, a la comarca catalana de la Garrotxa.
Es troba al vessant oest del Serrat del Fumàs, concretament als peus del Puig Oriol.